# Беканская ГЭС
Бека́нская ГЭС — малая гидроэлектростанция на озере Бекан в Кировском районе республики Северная Осетия, у посёлка Бекан. Принадлежит ООО «Югэнерго».
Состав сооружений ГЭС:

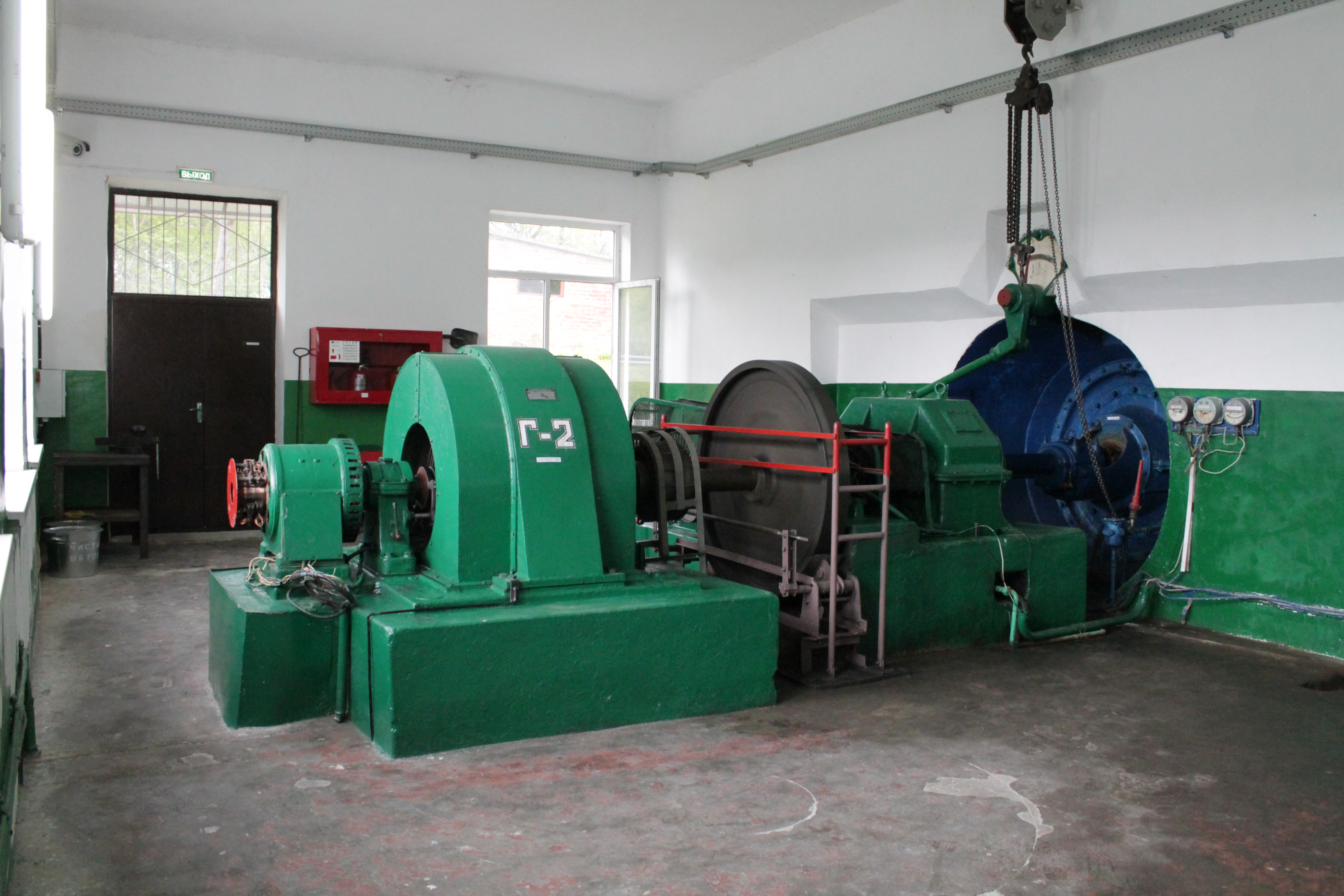
Машинный зал Беканской ГЭС

- земляная насыпная плотина с глинобитным экраном. Длина по гребню — 60 м, ширина по гребню — 4 м, строительная высота — 6,5 м;
- дамба обвалования;
- донный водосброс в дамбе обвалования;
- здание ГЭС с турбинными аванкамерами (две открытых камеры);
- отводящий канал;
- сбросные сооружения;
- ЗРУ 0,4 кВ.

Мощность ГЭС — 0,504 МВт, среднегодовая выработка — 0,9 млн кВт·ч. В здании ГЭС размещены два гидроагрегата мощностью по 0,252 МВт, работающих при напоре 6,5 м при расходе воды через каждую турбину 5,6 м³/сек. Гидротурбины РО Е-45 горизонтальные, радиально-осевые, каждая с двумя рабочими колёсами диаметром 0,95 м. Генераторы горизонтальные VFW 396/18-6. Производитель гидротурбин — австрийская фирма «Фойт», генераторов — также австрийская фирма «Сименс-Шукерт».
Проект ГЭС был утвержден в 1941 году, первая очередь пущена в 1945 году, станция принята в постоянную эксплуатацию в 1951 году. В настоящее время, оборудование ГЭС устарело и нуждается в замене и модернизации, в работе находится один из гидроагрегатов, второй выведен из эксплуатации в связи с поломкой и нецелесообразностью ремонта. Уникальность ГЭС заключается в том, что для выработки энергии используется чистая родниковая вода, что существенно снижает износ турбин. Плотина ГЭС образует водохранилище суточного регулирования — озеро Бекан площадью около 65 га, питаемое водой около 300 родников (в районе водоёма расположена зона разгрузки подземных вод). Водохранилище зимой не замерзает, является местом зимовки перелётных водоплавающих птиц, используется для рыбоводства.
По состоянию на 2021 год гидроэлектростанция не эксплуатировалась. 